# Hylaeus confusus
De Hylaeus confusus (tên tiếng Anh: poldermaskerbij) là một loài Hymenoptera trong họ Colletidae. Loài này được Nylander mô tả khoa học năm 1852.

## Hình ảnh

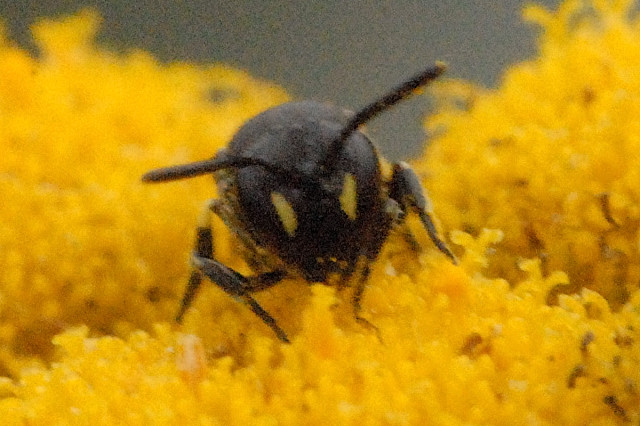